# パオロ・スタンツァーニ
パオロ・スタンツァーニ（Paolo Stanzani、1936年7月20日 - 2017年1月18日）は、イタリア出身の自動車技術者、技術コンサルタント。
主に、自動車メーカー「ランボルギーニ」で要職を務め、同社の代表車種「カウンタック」「ミウラ」「エスパーダ」などの開発を担当。後年はブガッティやF1界にも携わった。

## 概要・略歴
ボローニャ出身。1961年、地元のボローニャ大学機械工学科を卒業後、1963年に母国の自動車メーカー『ランボルギーニ』に入社。ジャンパオロ・ダラーラやマルチェッロ・ガンディーニ（ベルトーネ社）らと共に同社の自動車開発に従事し、初期の代表作「ミウラ」を手掛けている。
1968年、チーフエンジニアだったダラーラが、自動車メーカー『デ・トマソ』に移籍して退社したため、後任として同職に昇格しゼネラル・マネージャーも兼任する。ハラマ、ウラッコ、カウンタックを開発し、短いホイールベース間に機械と人間を詰め込むような斬新な空間設計と、ロードカーとしての理想を目指し、積載性や量産製作の容易さを追求した。
1974年に創業者であるフェルッチオ・ランボルギーニが同社株を売却。自身もこれを契機に独立し、後に技術コンサルタント会社『テクノスタイル』を興す。自動車産業以外に、公共事業に関する開発にも手を広げた。
1987年、往年のフランス自動車メーカー『ブガッティ』の商標を復活させたスーパーカープロジェクトに、僚友マルチェロ・ガンディーニらと共に参画。しかし、車体の方向性について経営者の間で意見衝突し、自身とガンディーニは開発途中で降板した。プロジェクト自体は後任が引き継ぎ、1990年代初頭に「ブガッティ・EB110」として完成・販売している。
1990年12月、旧友ジャンパオロ・ダラーラがシャシーを供給していたF1チーム『BMSスクーデリア・イタリア』に参画。マネージング・ディレクターに就任して1993年までチームをまとめた。1994年からは合併したミナルディのマシン開発に携わった。
2017年1月18日に死去、80歳没。遺作となる設計は、故郷ボローニャにあるゲストハウス「ロカンダ・デル・トロ」（La Locanda del Toro）。

## ランボルギーニ・カウンタックの開発

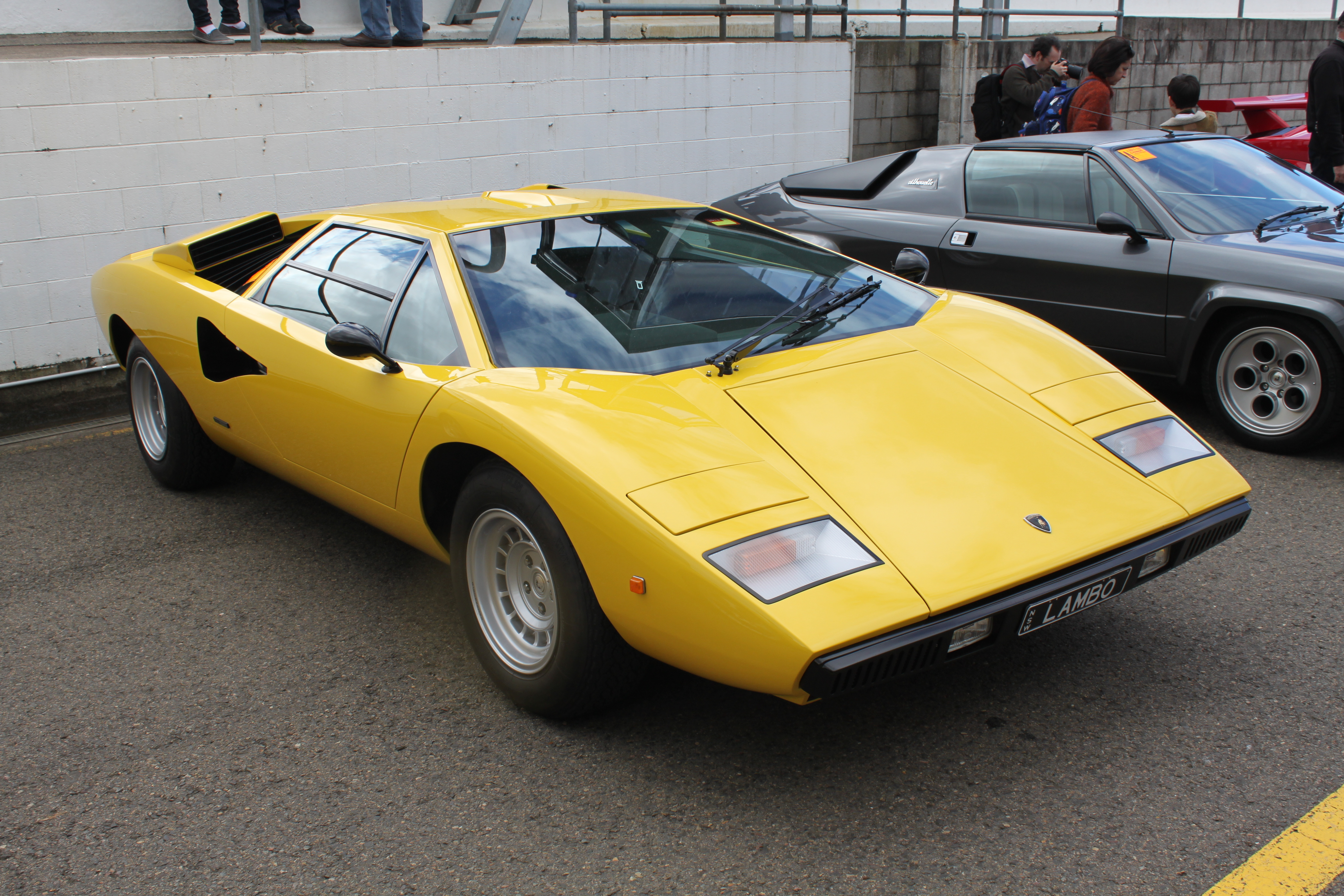
代表作のカウンタックLP400

カウンタックの先代モデルに当たるランボルギーニ・ミウラの欠点であった安定性の問題（パワーユニットがリアタイヤに極端に近く横置きに配置されているため、重量配分がリア寄りになってしまった）、さらにこの横置きのパワートレインのエキゾーストの取り回しの問題も発生しキャビンが騒々しく、しかもギアボックスのリンゲージが複雑な構造になっておりシフトフィールが良くないといった苦情もあった。
そこで、スタンツァーニはパワーユニットをカウンタック開発の際、縦置きにすることを決定した。縦置きにすることで、排気系のレイアウトがシンプルになりキャビン内の騒音も軽減でき整備性も良くなるといったメリットが生まれる。ただし、このレイアウトには欠点がありエンジンの前後長が長くなり、ホイールベースが長大にしまうということだ。

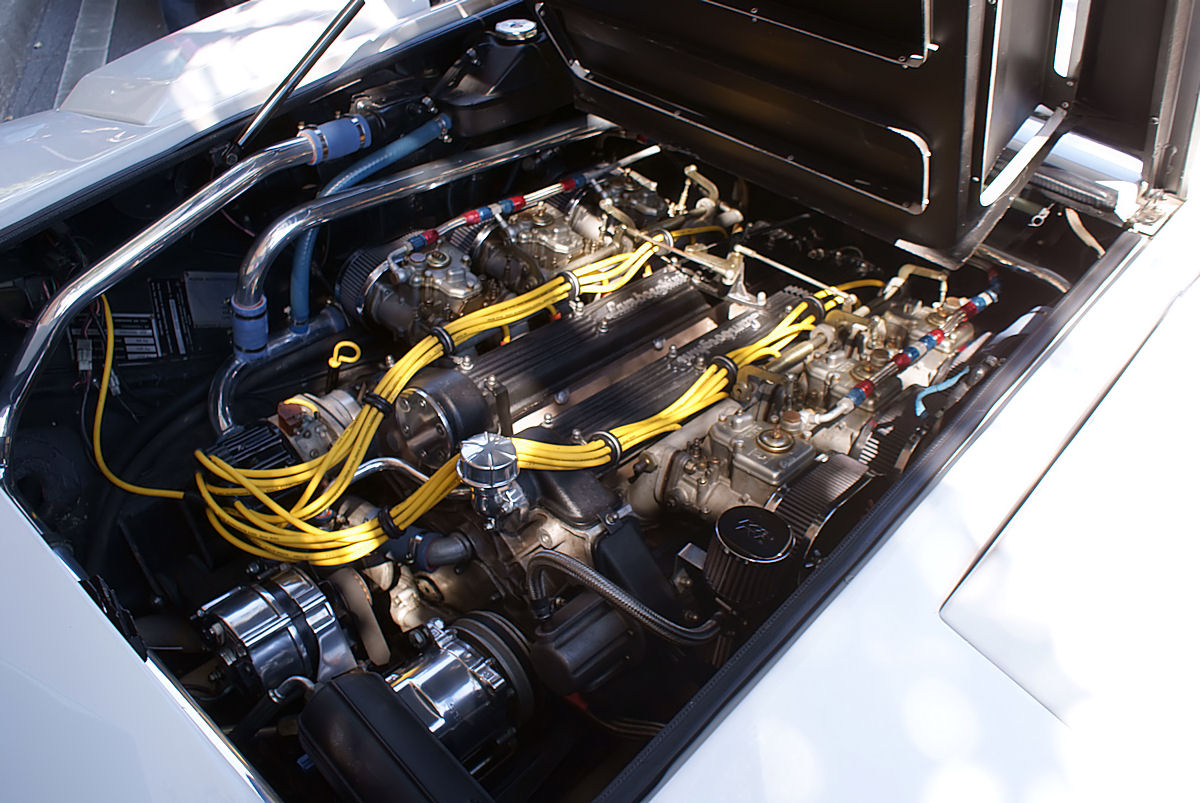
カウンタックのエンジンルーム

この欠点を改善するために、スタンツァーニはエンジンの前後を逆にし前側にギアボックスを配置するという極めて斬新なレイアウトを考えた。このレイアウトによってギアボックスをコクピットの2つのシートの間に配置し、ホイールベースが長くなる事を防ぎ、ミウラよりも短い2,450mmとした。さらに、ギアボックスからシフトレバーを直接生やすことができ、ミウラの欠点の一つであったシフトフィールの悪さも解決出来た。さらにスタンツァーニはカウンタックの全長もを詰めようと考えた。そこで、通常はフロントオーバーハングに置かれるラジエーターはエンジン両サイドに横置きに設置し、その下にフューエルタンクを配置した。これによってフロントオーバーハングに収められるのはスペアタイヤとバッテリーのみになった。ほか、テストドライバーの剛性向上の進言からモノコックを止めて古典的なスペースフレームに戻してはいるが、設計段階から4WDの追加を想定するなど、先進的デザインを採っている。